# نورا سرزلی
نورا سرزلی (انگلیسی: Nevra Serezli؛ زادهٔ ۹ اوت ۱۹۴۴) فیلم، مجری و صداپیشه اهل ترکیه است. وی از سال ۱۹۶۵ میلادی تاکنون مشغول فعالیت بوده‌است.
از فیلم‌ها یا برنامه‌های تلویزیونی که وی در آن نقش داشته‌است می‌توان به پخمه اشاره کرد.